# Castello di Cochem
Il Castello imperiale di Cochem è un Reichsburg, ovvero un castello costruito su istruzione del Sacro Romano Impero a partire dal XI secolo nella Valle della Mosella, sopra l'abitato di Cochem, all'epoca importante città-mercato.
La costruzione attuale non è quella originale, ma un rifacimento in stile portato a termine nel XIX secolo su ispirazione del castello precedente.

## Storia
Le date di costruzione sono incerte, ma viene attestato intorno al 1100 d.C. come insediamento militare destinato alla riscossione dei pedaggi di transito sul fiume Mosella che scorre proprio sotto. Ezzo conte palatino viene comunemente considerato come il primo proprietario, in seguito Corrado III conquistò la regione nel 1211 e da allora divenne feudo imperiale, fregiandosi del nome di Reichsburg.
Nel 1282 il castello passò nelle mani di re Rodolfo d'Asburgo, ma già dodici anni dopo, nel 1294 Adolfo di Nassau lo diede in pegno al vescovo di Treviri insieme alle terre circostanti per finanziare la sua incoronazione; in seguito l'erede di Adolfo, Alberto I, non riuscì a riscattarlo e da quel momento il castello di Cochem fece parte dell'Elettorato di Treviri, salvo una breve parentesi in cui l'Arcivescovo Baldovino del Lussemburgo lo impegnò a sua volta, riscattandolo però l'anno seguente.
In questo periodo di gestione il castello e la regione divennero molto ricchi grazie ai pedaggi riscossi sulla Mosella e si ha riscontro di parecchi ampliamenti effettuati sulla struttura.
Nel 1688 le truppe francesi di Luigi XIV conquistarono la regione, l'assalto non risparmiò la struttura che collassò definitivamente il 14 maggio 1689 a seguito di un incendio mentre la regione del Palatinato veniva contesa tra Francia e Prussia in una continua lotta che si concluse solo nel 1815 con il Congresso di Vienna quando tornò ad essere definitivamente parte della Prussia.
Dopo l'incendio il castello rimase in rovina fino al 1868 quando Louis Ravené, uomo d’affari originario di Berlino, lo acquistò con l'intenzione di farne una dimora estiva per la sua famiglia. Il progetto scelto da Ravené non rispecchiava lo stile romanico, squadrato e d'impronta militare dell'edificio originale, ma era nello stile neogotico in voga all'epoca, sebbene nella costruzione siano state incorporate anche alcune parti romaniche e originali sopravvissute ai danni del tempo.
I lavori si protrassero a lungo, Louis Ravené non vide il castello compiuto e il castello venne ultimato nel 1890 dal figlio Louis Auguste, rimanendo nella famiglia Ravené per 75 anni.
Nel 1942 la proprietà venne venduta al Ministero della Giustizia prussiano che lo destinò agli studi di diritto e giurisprudenza durante il governo nazista, infine, al termine del Secondo conflitto mondiale, la proprietà venne trasferita allo Stato della Renania-Palatinato che la mantenne fino al 1978 quando la città di Cochem acquistò l'immobile per 664.000 marchi.
Oggi il castello è una meta turistica per i visitatori e al suo interno è possibile ammirare la collezione di arredi medievali e rinascimentali della famiglia Ravené.

## Architettura

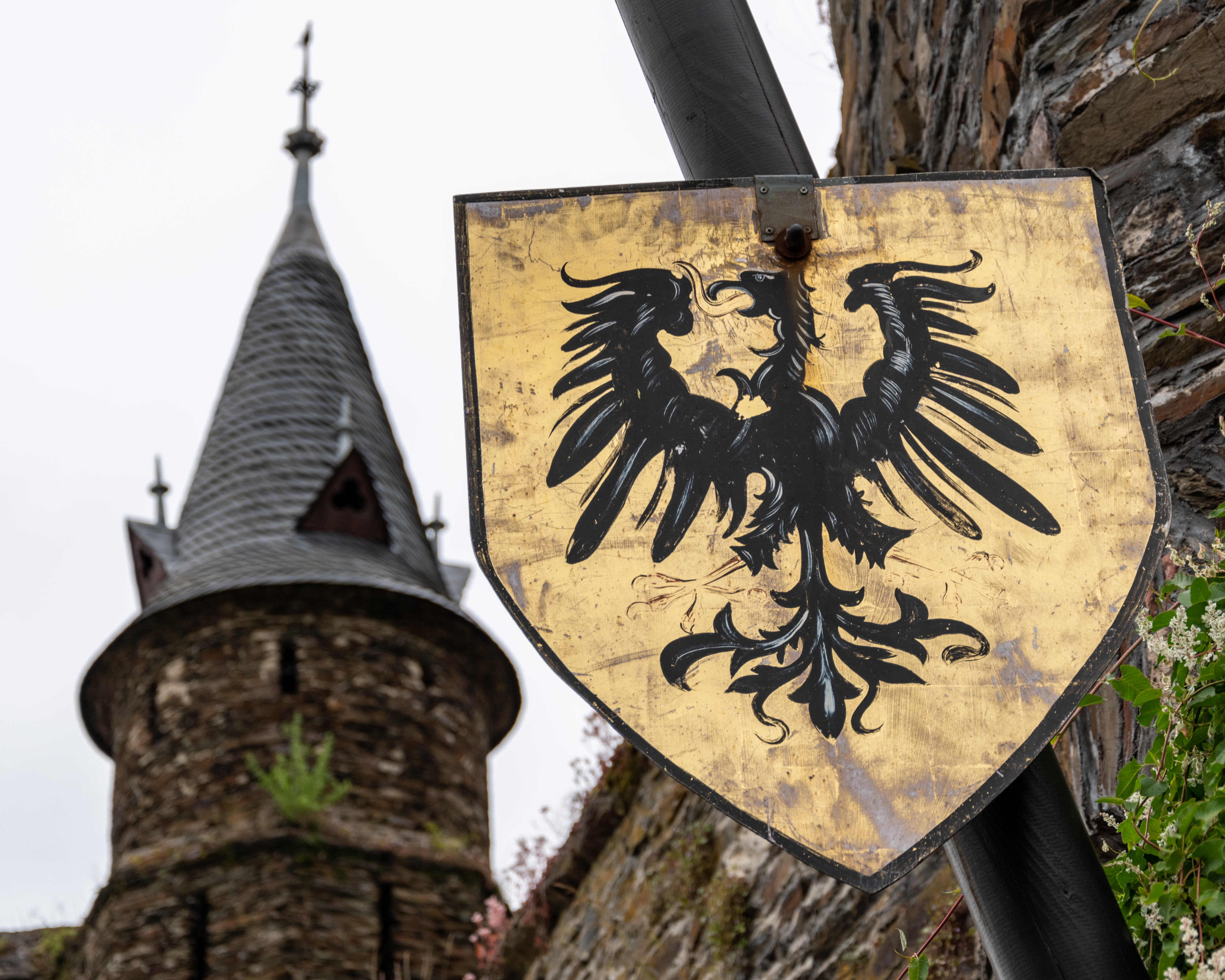

Il castello originale eretto nel XI-XII secolo era un fortilizio di dimensioni modeste e squadrate. Stando ai documenti pervenuti venne più volte ampliato durante il Quattrocento e Cinquecento con il progressivo aumento della ricchezza della regione, dovuto principalmente ai commerci e alle imposte di transito sulla Mosella.
L'incendio del Seicento distrusse quasi completamente la struttura e parte del sopravvissuto venne poi demolito da Ravené durante i lavori di ammodernamento. Dell'impianto originale sopravvive la cosiddetta "Torre delle streghe", un'alta torre detta anche "Hexenturm" sita all'interno del comprensorio del castello e da cui, nel Cinquecento, venivano giustiziate le donne accusate di stregoneria dalla commissione cittadina.
Il resto della costruzione, che comprende la riedificazione del mastio principale, di gran parte delle mura e delle torrette è in stile neogotico.
Il divulgatore di viaggio Rick Stevens lo ha definito un azzardo troppo fantasioso e apprezzabile solo da lontano.

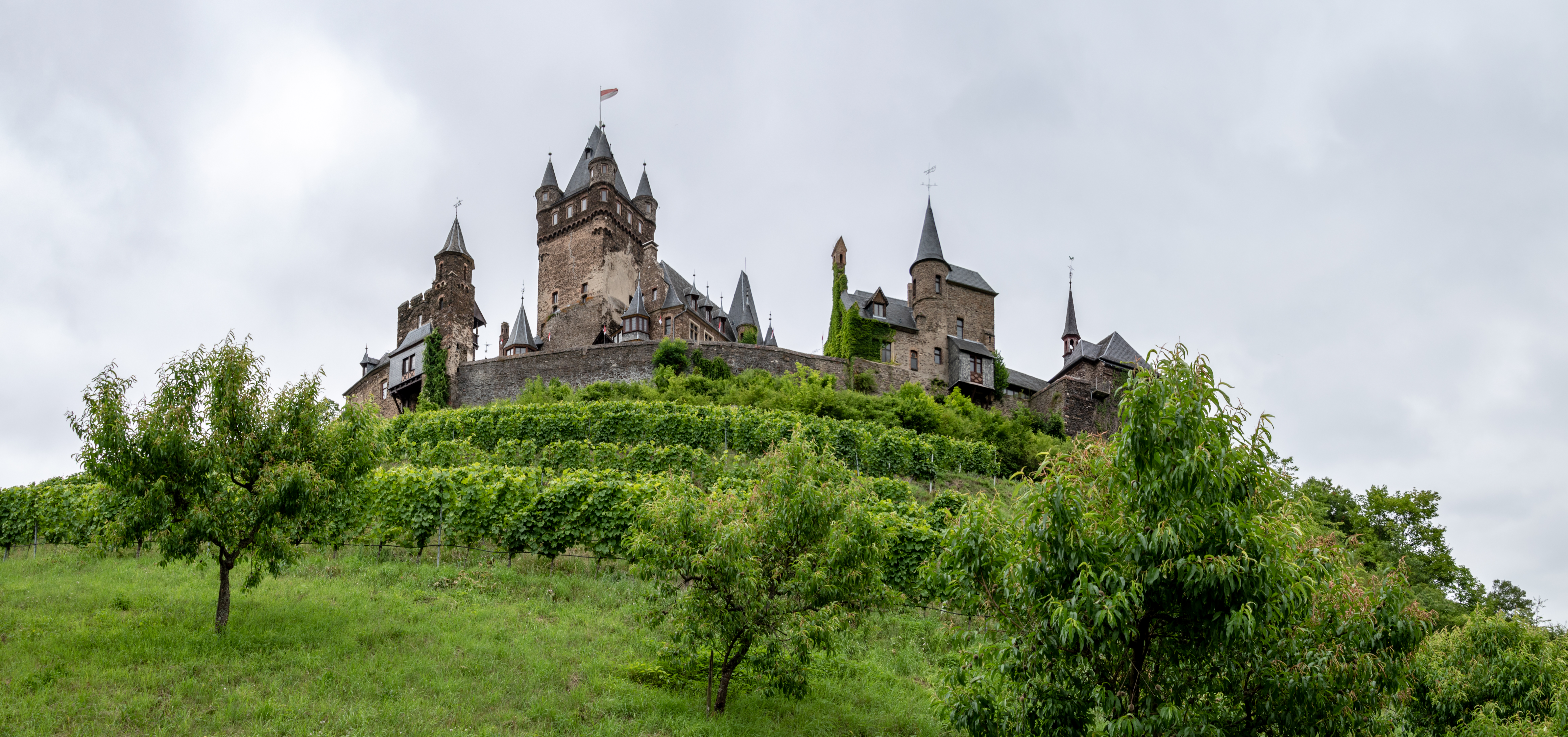